# Медіна (Міннесота)
Медина (англ. Medina) — місто (англ. city) в США, в окрузі Ганнепін штату Міннесота. Населення — 6837 осіб (2020).

## Географія
Медина розташована за координатами 45°2′4″ пн. ш. 93°34′32″ зх. д. / 45.03444° пн. ш. 93.57556° зх. д. (45.034318, -93.575648). За даними Бюро перепису населення США в 2010 році місто мало площу 69,94 км², з яких 65,92 км² — суходіл та 4,01 км² — водойми.

## Демографія
Згідно з переписом 2010 року, у місті мешкали 4892 особи в 1702 домогосподарствах у складі 1386 родин. Густота населення становила 70 осіб/км². Було 1780 помешкань (25/км²).
Расовий склад населення:
| - 94,0 % — білих - 3,2 % — азіатів - 1,0 % — чорних або афроамериканців - 0,1 % — корінних американців |

До двох чи більше рас належало 1,3 %. Частка іспаномовних становила 1,2 % від усіх жителів.
За віковим діапазоном населення розподілялося таким чином: 30,7 % — особи молодші 18 років, 57,1 % — особи у віці 18—64 років, 12,2 % — особи у віці 65 років та старші. Медіана віку мешканця становила 43,3 року. На 100 осіб жіночої статі у місті припадало 99,1 чоловіків; на 100 жінок у віці від 18 років та старших — 97,2 чоловіків також старших 18 років.
Середній дохід на одне домашнє господарство становив 204 701 долар США (медіана — 132 045), а середній дохід на одну сім'ю — 226 723 долари (медіана — 150 833). Медіана доходів становила 125 536 доларів для чоловіків та 66 625 доларів для жінок. За межею бідності перебувало 4,7 % осіб, у тому числі 7,3 % дітей у віці до 18 років та 9,9 % осіб у віці 65 років та старших.
Цивільне працевлаштоване населення становило 2641 осіб. Основні галузі зайнятості: виробництво — 16,1 %, науковці, спеціалісти, менеджери — 14,3 %, фінанси, страхування та нерухомість — 13,8 %.